# سندرم روده نشت‌کننده
سندرم روده نشت‌کننده یک بیماری فرضی است که از نظر پزشکی شناخته نشده‌است.
برخلاف پدیده علمی افزایش نفوذپذیری روده ("روده نشت‌کننده")، ادعاهای مربوط به وجود «سندرم روده نشت‌کننده» به عنوان یک بیماری پزشکی متمایز بیشتر از طرف متخصصان تغذیه و پزشکان پزشکی جایگزین است. توضیح‌دهندگان ادعا می‌کنند که «روده نشت‌کننده» باعث التهاب مزمن در بدن می‌شود که منجر به طیف وسیعی از بیماری‌ها می‌شود، از جمله سندرم خستگی مزمن، روماتیسم مفصلی، لوپوس منتشر، میگرن، ام‌اس و اوتیسم. از سال ۲۰۱۶، شواهد اندکی برای اثبات این فرضیه وجود دارد که نشان می‌دهد سندرم روده نشت‌کننده مستقیماً باعث ایجاد این مجموعه گسترده از بیماری‌ها می‌شود.
استفان بارت «سندرم روده نشت‌کننده» را به عنوان یک تشخیص باب روز توصیف کرده و می‌گوید که توضیح‌دهندگان آن از این شرط استفاده شده به عنوان فرصتی برای فروش تعدادی از داروهای جایگزین برای سلامتی - از جمله رژیم‌های غذایی، داروهای گیاهی و مکمل‌های غذایی استفاده می‌کنند. در سال ۲۰۰۹، ست کلیچمن نوشت که برخی از دانشمندان شبه‌علم ادعا می‌کنند که عبور پروتئین‌ها از روده «نشت‌کننده» دلیل اوتیسم است. این عقیده که «روده نشتی» ممکن است در واقع اوتیسم ایجاد کند در بین مردم رایج است، اما شواهد ضعیف است و آنچه که شواهد وجود دارد متناقض است.
مدافعان روش‌های مختلف درمانی برای «سندرم روده نشت‌کننده» مانند مکمل‌های غذایی طبیعی، پروبیوتیک‌ها، داروهای گیاهی، غذاهای فاقد گلوتن و رژیم‌های غذایی کم FODMAP، کم قند یا ضد قارچ را مطرح می‌کنند، اما شواهد اندکی در مورد سودمند بودن درمان‌های ارائه شده وجود دارد.
هیچ‌یک به اندازه کافی آزمایش نشده‌اند تا مطمئن شوند آیا برای این منظور ایمن و مؤثر هستند. مؤسسه ملی تعالی بهداشت و مراقبت در انگلیس (NICE) استفاده از رژیم‌های غذایی خاص برای مدیریت علائم اصلی اوتیسم یا سندرم روده نشت‌کننده را توصیه نمی‌کند.

## میکروب روده و سندرم روده
روده محل زندگی طیف وسیعی از باکتری‌ها به نام میکروبیوتای روده است. این باکتری‌ها به هضم غذا کمک می‌کنند، از دیواره روده محافظت می‌کنند و از عملکرد طبیعی ایمنی پشتیبانی می‌کنند. سندرم روده نشت‌کننده ممکن است شامل عدم تعادل میکروبیوم روده باشد.
طبق مقاله منتشر شده در سال ۲۰۱۶، عدم تعادل میکروبیوم روده می‌تواند پاسخ ایمنی بدن را تحریک کند. این منجر به التهاب روده و افزایش نفوذپذیری روده (IP) می‌شود. افزایش نفوذپذیری روده با توجه به نشت مواد به راحتی از روده به جریان خون توصیف می‌شود.

## ارتباط بین نشت روده و سایر شرایط سلامتی
روده نشتی ممکن است در بسیاری از شرایط سلامتی نقش داشته باشد. مثال‌ها عبارتند از:
- سندرم روده تحریک‌پذیر (IBS)
- بیماری کرون
- بیماری سلیاک
- بیماری مزمن کبدی
- دیابت
- حساسیت غذایی
- سندرم تخمدان پلی‌کیستیک

هنوز مشخص نیست که آیا نشت روده دلیل یا نشانه این شرایط است.
با این حال، یک مقاله مروری در سال ۲۰۱۵ خاطر نشان می‌کند که افزایش نفوذپذیری روده ممکن است به توسعه بیماری التهابی روده (IBD) کمک کند. یک بررسی مستقل در سال ۲۰۱۹ شواهدی از افزایش نفوذپذیری روده قبل از شروع دیابت نوع ۱ را نشان می‌دهد.
دانشمندان همچنین در مورد محور روده (رابطه بین دستگاه گوارش و مغز) تحقیق کرده‌اند و یک بررسی در سال ۲۰۱۷ نشان داد که نشت روده ممکن است در شرایط سلامت روان مانند اضطراب و افسردگی نقش داشته باشد. با این وجود دانشمندان برای تأیید این ادعا باید تحقیقات بیشتری انجام دهند.

## علائم
روده نشتی بسیاری از علائم خود را با سایر شرایط سلامتی مشترک دارد. این می‌تواند شناسایی شرایط را برای پزشکان دشوار کند.
روده نشتی ممکن است علائم زیر را ایجاد کند:
- اسهال مزمن، یبوست یا نفخ
- کمبود تغذیه‌ای
- خستگی
- سردرد
- اضطراب
- مشکل در تمرکز
- مشکلات پوستی، مانند آکنه، جوش، یا اگزما
- درد مفصل
- التهاب گسترده

## علل و عوامل خطر
متخصصان هنوز دقیقاً نمی‌دانند چه عواملی باعث ایجاد سندرم روده می‌شود. با این حال، عوامل خطر مختلف می‌توانند میکروبیوم روده را مختل کرده و به افزایش نفوذپذیری روده کمک کنند. مثال‌ها عبارتند از:
- سوء تغذیه
- سوء مصرف الکل
- عفونت
- اختلالات خود ایمنی، مانند لوپوس.
- دیابت
- فشار

## درمان و بهبود سلامت روده
از آنجا که بسیاری از پزشکان روده‌ای را که نشت دارد، یک بیماری پزشکی قانونی نمی‌دانند، بنابراین هیچ درمان استانداردی وجود ندارد. با این حال، رژیم‌های خاص و تغییر سبک زندگی ممکن است به افراد در بهبود سلامت روده کمک کند.
نکات تغذیه‌ای زیر ممکن است به بهبود سلامت روده کمک کند:
- برای افزایش باکتری‌های مفید روده، پروبیوتیک بیشتری بخورید.
- از غذاهای سرشار از فیبرهای پروبیوتیک مانند سبزیجات و غلات کامل استفاده کنید.
- گوشت، لبنیات و تخم مرغ کمتری بخورید.
- از افزودن شکر و شیرین کننده‌های مصنوعی خودداری کنید.
- تغییرات سبک زندگی زیر می‌تواند هضم را بهبود بخشد و از روده سالم حمایت کند:
- ورزش منظم
- هر شب به اندازه کافی بخوابید.
- کاهش استرس
- از مصرف بی‌مورد آنتی‌بیوتیک‌ها خودداری کنید.
- ترک سیگار.

بهترین رژیم برای سندرم روده نشت‌کننده چیست؟
طبق یک بررسی در سال ۲۰۱۸، داشتن تنوع زیستی کم در باکتری‌های روده ممکن است نفوذپذیری روده و التهاب را افزایش دهد. این ممکن است خطر ابتلا به بسیاری از بیماری‌ها از جمله بیماری التهابی روده و چاقی را افزایش دهد.
بنابراین افراد ممکن است از پذیرش رژیم غذایی که باعث افزایش تنوع باکتری در روده می‌شود، بهره‌مند شوند. این امر احتمالاً نیازمند ترکیب غذاهای پروبیوتیک بیشتری است که از رشد باکتری‌های مفید روده پشتیبانی می‌کنند.
نمونه‌هایی از این غذاها عبارتند از:
- ماست پروبیوتیک
- ماست یا کفیر تخمیر شده
- سایر غذاهای تخمیر شده مانند کیمچی، ترشی کلم، و ماسو
- نان ترش
- بعضی پنیرها
- غذاهای دیگری که ممکن است سلامت روده را بهبود ببخشند:
- سبزیجاتی مانند بادمجان، کلم بروکلی، کلم، هویج، و کدو سبز.
- میوه‌هایی از جمله قره‌قاط، انگور، پرتقال، پاپایا و توت فرنگی.
- آجیل و دانه‌ها مانند بادام، بادام زمینی، بادام هندی، و آجیل کاج.
- محصولات لبنی بدون لاکتوز و گزینه‌های لبنی، از جمله پنیر سفت، ماست بدون لاکتوز و گزینه‌های شیر گیاهی.
- غلات مانند جو دوسر، ذرت، برنج و کینوا.